# جون هيل (مصارع محترف)
جون هيل هو مصارع محترف كندي، ولد في 8 يوليو 1941 في هاميلتون في كندا، وتوفي في 11 مارس 2010 في إنديانابوليس في الولايات المتحدة بسبب مرض آلزهايمر.

## وصلات خارجية
- جون هيل على موقع CageMatch worker (الإنجليزية)
- جون هيل على موقع قاعدة بيانات المصارعة على الإنترنت (الإنجليزية)